# Estación Kawanoe

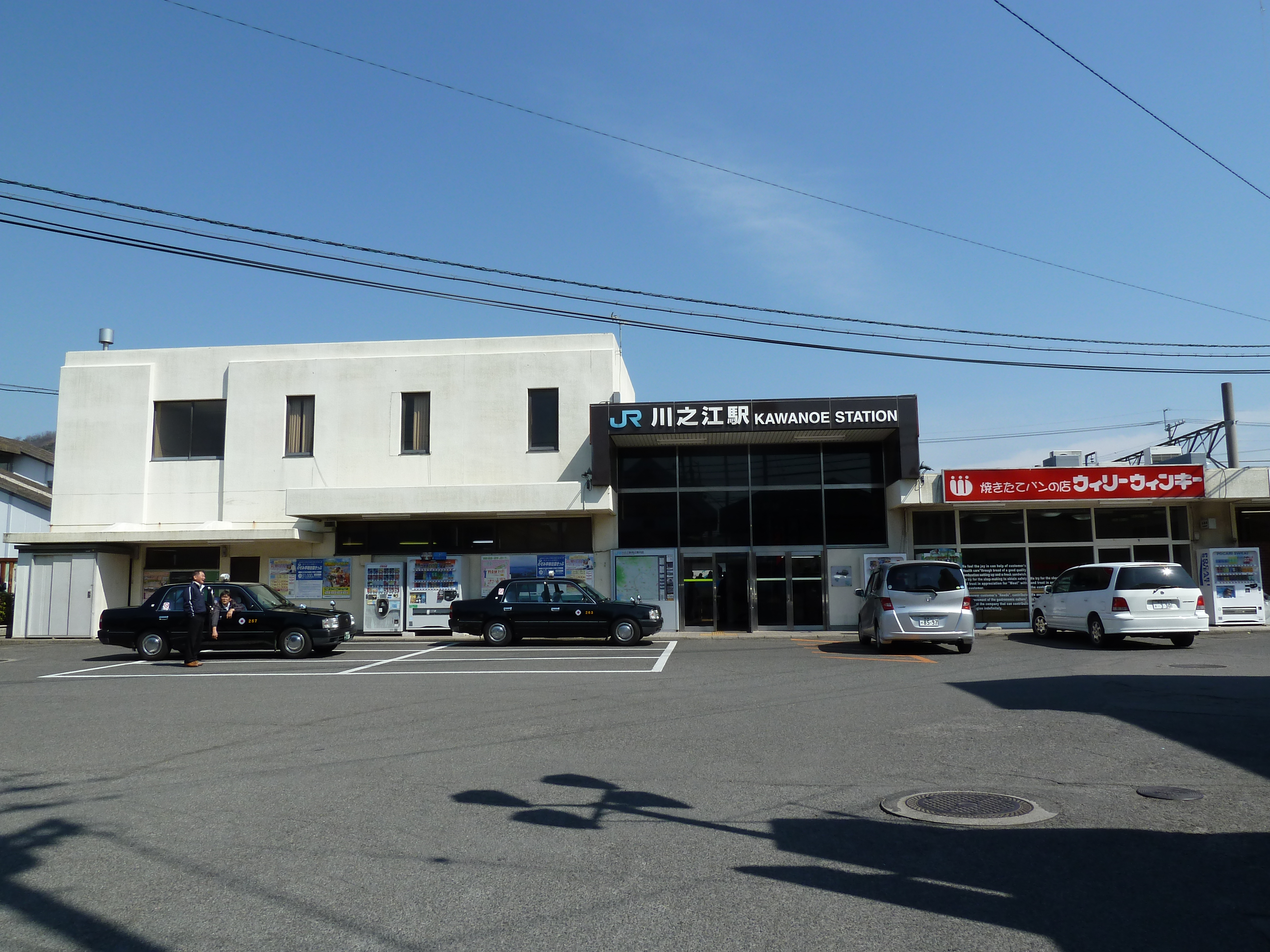
Estación Kawanoe.

La estación Kawanoe (川之江駅 Kawanoe-eki?) es una estación de la Línea Yosan de la Japan Railways que se encuentra en la ciudad de Shikokuchuo de la prefectura de Ehime. El código de estación es el "Y22".

## Características
Es la estación más oriental de la línea Yosan, en el tramo que se extiende por la prefectura de Ehime. Entre la estación Kawanoe y la estación Minoura (箕浦駅 Mino'ura-eki?) se encuentra el túnel Torigoe (鳥越トンネル Torigoe-tonneru?), que es atravesada por la línea limítrofe entre las prefecturas de Ehime y Kagawa.

## Estación
Cuenta con una plataforma con vías a ambos lados de la misma (andenes 1 y 2). El andén 1 es el principal y, sólo cuando se realizan trasbordes, se utiliza el andén 2.
También cuenta con vías auxiliares que eran utilizadas por los servicios que tenían su cabecera en esta estación.

### Andenes
| 1 | ● Línea Yosan | | Hacia Kanonji, Marugame, Takamatsu y Okayama (incluye todos los servicios rápidos) |
| 1 | ● Línea Yosan | Hacia Iyomishima, Niihama, Saijō, Imabari, Matsuyama, Yawatahama y Uwajima (incluye todos los servicios rápidos) |                                                                                    |
| 2 | ● Línea Yosan | |                                                                                    |
| 2 | ● Línea Yosan | Hacia Iyomishima, Niihama, Saijō, Imabari, Matsuyama, Yawatahama y Uwajima (sólo cuando se realizan trasbordos)  |                                                                                    |

## Alrededores de la estación
- Puerto de Kawanoe (川之江港 Kawanoe-kō?)
- Castillo de Kawanoe
- Willie Winkie Sucursal Kawanoe

## Servicios de autobús
Hay servicios a la estación Awaikeda (阿波池田駅 Awa'ikeda-eki?) de la línea Dosan (土讃線 Dosan-sen?) de la Japan Railways. El trayecto demora aproximadamente una hora, pero se limitan a dos servicios diarios (un único servicio los días feriados).

## Historia
- 1916: el 1° de abril es inaugurado.
- 1987: el 1° de abril pasa a ser una estación de la división Ferrocarriles de Pasajeros de Shikoku de la Japan Railways.
- 1988: el 1° de junio y debido a un cambio de nombre en la línea, de una estación de la línea Principal Yosan (予讃本線 Yosan-honsen?) pasa a ser una estación de la línea Yosan.

## Estación anterior y posterior
- Línea Yosan 
  - Estación Minoura (Y21)  <<  Estación Kawanoe (Y22)  >>  Estación Iyomishima (Y23)